# Batalla de Ramos Arizpe
La batalla de Ramos Arizpe (1915) fue un enfrentamiento militar decisivo en la Revolución mexicana entre las fuerzas convencionistas de Pancho Villa y las fuerzas constitucionalistas.
Tras la batalla los villistas consiguieron numeroso armamento, consiguieron el dominio de saltillo y el norte del país.

## Causas
Ramos Arizpe Coahuila. La apertura de la Convención se llevó a cabo el 1 de octubre en la Ciudad de México y fue presidida por Luis Cabrera.139 Sin la presencia de los delegados villistas ni zapatistas, Carranza presentó su renuncia durante la sesión del tercer día, aunque ésta no fue aceptada por los delegados.137 Se acordó además que la convención se trasladara a Aguascalientes con la finalidad de que asistieran villistas y zapatistas, además de que sólo participarían militares y no civiles.139
Las sesiones fueron reanudadas el 10 de octubre en la ciudad de Aguascalientes, siendo presididas por Antonio I. Villarreal, José Isabel Robles, Pánfilo Natera, Mateo Almanza, Marciano González, Samuel Santos y Vito Alessio Robles.139 Con el traslado de la sede, Villa decidió enviar a sus delegados y Zapata hizo lo mismo.137 Carranza por su parte no asistió a la convención, ya que creía que Aguascalientes estaba amenazada por Villa. En su lugar se dirigió a Veracruz.139
Durante las sesiones, que se prolongaron hasta el 13 de noviembre,140 los zapatistas pidieron que Carranza renunciara como Primer Jefe de la revolución y que se aceptara íntegramente el Plan de Ayala. En una carta leída a los presentes por Álvaro Obregón, Carranza aseguraba estar de acuerdo en renunciar si Villa y Zapata se retiraban de la vida pública y renunciaban como líderes de sus respectivos ejércitos.137 La Convención nombró a Eulalio Gutiérrez presidente interino. Al enterarse del nombramiento el 10 de noviembre, Carranza desconoció el acuerdo de la Convención y su derecho a nombrar presidente, declarando que Gutiérrez era un presidente espurio.
Las fuerzas carrancistas salieron de la capital al mismo tiempo que entraban los zapatistas. Días después llegaron las fuerzas de Villa, reuniéndose ambos generales y firmando el Pacto de Xochimilco, el cual básicamente constituía una alianza contra Carranza.140 Presionado por Villa y Zapata, Gutiérrez no pudo gobernar, y el 16 de enero salió de la capital e intentó establecer su gobierno en San Luis Potosí, aunque al poco tiempo renunció de forma definitiva. Roque González Garza fue nombrado presidente provisional,140 gobernando del 17 de enero al 9 de junio de 1915.141
Mientras tanto en Veracruz Carranza gobernó de facto el país: el 12 de diciembre de 1914 reformó el Plan de Guadalupe y poco después, el 6 de enero de 1915, promulgó una serie de leyes redactadas por Luis Cabrera.141
El 10 de junio Francisco Lagos Cházaro recibió de la Convención el Poder Ejecutivo. La capital fue tomada de nuevo por los carrancistas el 2 de agosto y ante su llegada la Convención se trasladó a Toluca y posteriormente a Cuernavaca, en este último sitio sin la presencia villista.

## La batalla
La Gran Batalla de Ramos Arizpe en el estado de Coahuila.
Envuelto en una densa neblina comienza al amanecer de hoy a desarrollarse un brillante plan estratégico del general Felipe Ángeles para desorganizar y aniquilar a la poderosa División carrancista Bravo, lo que se consuma con precisión matemática al esplender del día.
Al general Emilio Madero, hermano del Presidente mártir, Francisco I. Madero, lo destacó por el rumbo de la fábrica La Libertad para atacar Ramos Arizpe por el flanco izquierdo. En el centro atacaría él con su infantería y artillería pesada. Y a la retaguardia, de reversa, dejó media brigada del general Santiago Ramírez, mientras a otras tres las colocó en unas zanjas.
La artillería se emplazó a la izquierda a las órdenes del coronel Gustavo Durón González, que rompió el fuego mientras la infantería avanzó a paso de carga. Pronto la línea carrancista se comenzó a replegar. El general Emilio Madero encontró un fuerte núcleo posesionado de la fábrica La Libertad y procedió a desalojarlo y perseguirlo dando al traste con entereza del general carrancista, lo que confundió al general Villareal e hizo que se iniciase, momentos después, la retirada. El general Raúl Madero, encargado de cortarles la retirada por el lado derecho, tuvo éxito con su valentía acostumbrada.
A mitad de la lucha, aproximadamente de entre 20,000 hombres, ya en los momentos en que los carrancistas iniciaban la dispersión, Maclovio Herrera, que con un grupo de oficiales les cubría la retirada de los suyos, fue descubierto por el general convencionista Martiniano Servín. 
-¡Ríndase!- grito este con estentórea voz.
-¡Venga a rendirme!- le contestó con energía aquel león de la guerra que se llamó Maclovio Herrera. 
-¡Pues no corra, espéreme- dijo Servín y avanzó abandonando al grupo de oficiales que le seguían.
Y frente a frente, cara a cara, adivinándose casi casi aquellos dos generales se cambiaron balazos hasta agotar las cargas de sus armas. Cuando Servín terminó de disparar, apenas hubo tiempo de correr a sostenerlo. Sin pronunciar una palabra cayó al suelo y cuando lo recogieron ya estaba muerto.
A las cuatro de la tarde los carrancistas emprenden la fuga perseguidos por la caballería convencionista que captura siete trenes, inclusive el pullman que servía de Cuartel General del general Antonio Villareal donde se recoge como trofeo militar, gran cantidad de bloomers y camisones femeninos de seda perfumada y orlada de encajes. A las seis de la tarde el general Ángeles hace formar a 2,000 prisioneros hechos en la acción y los exhorta a no volver a tomar las armas contra la Convención. Como así lo prometen, se les deja libres. Entre lo capturado a los carrancistas están 25 locomotoras, más de 500 carros de pasajeros, jaulas de ganado, 24 cañones, 10,000 fusiles, dos millones de cartuchos, 2,500 caballos y el archivo.
El general Villareal, después del tremendo desastre sufrido, decidió asimismo evacuar Monterrey luego de incendiar la estación del ferrocarril y el casino de la ciudad. Ángeles ocupó Monterrey, donde restauró el orden. Todavía unos días después los grupos villistas tuvieron encuentros en los pueblos aledaños de Topo Chico, Topo Grande y Labores Grandes, con los carrancistas que se retiraban rumbo a Tampico.

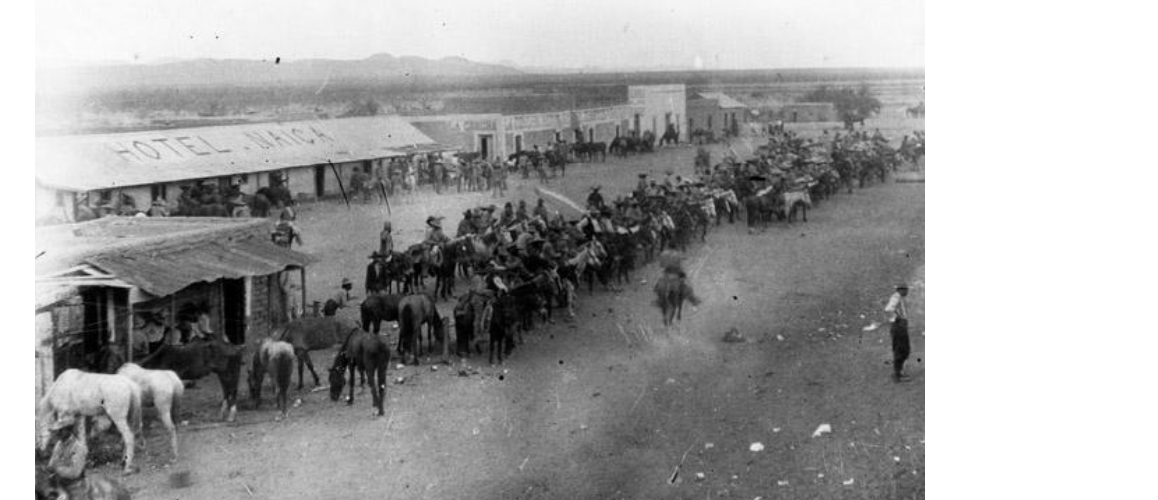

## Consecuencias
Como resultado de la batalla de Ramos Arizpe y la subsecuente ocupación de Monterrey, el general Villareal se retiró hasta Matamoros... Carranza ordenó una investigación para precisar la responsabilidad de tan tremenda derrota. Villareal tuvo con él una explicación desagradable y finalmente, ofendido Villareal, se expatrió pasando a residir a los Estados Unidos, Maclovio Herrera fue nombrado jefe de las tropas de Coahuila y Nuevo León.